# Klaus Kippert
Klaus Kippert (* 6. Juli 1928 in Offenbach am Main; † 24. März 1979) war ein deutscher Soziologe.

## Leben
Klaus Kippert  studierte Philosophie, Soziologie, Pädagogik und katholische Theologie an den Universitäten Frankfurt/Main und Mainz. 1953 promovierte er zum Dr. phil. bei Karl Holzamer in Mainz. Von 1955 bis 1959 wirkte er als Dozent an der Heimvolkshochschule Olpe/Westf. 1956 bis 1959 nahm er einen Lehrauftrag für Philosophie und Soziologie an der Pädagogischen Akademie Paderborn wahr. In den Jahren von 1959 bis 1961 war er Leiter der Pädagogischen Arbeitsstelle des hessischen Landesverbandes für Erwachsenenbildung in Frankfurt/Main und erhielt gleichzeitig einen Lehrauftrag am Pädagogischen Institut Darmstadt in Jugenheim. Seit 1961 war er Dozent und seit 1966 Professor an der Hochschule für Erziehung in Frankfurt am Main, die später in die dortige Universität eingegliedert wurde. Während dieser Zeit arbeitete er mit am Soziographischen Institut an der Universität Frankfurt unter Ludwig Neundörfer. Von 1959 bis 1970 war er Mitherausgeber der Hessischen Blätter für Volksbildung.
Seine Lehr- und Forschungstätigkeit konzentrierte sich auf Soziologie der Erziehung, Wissenssoziologie, Religionssoziologie, Politische Soziologie.

## Werke
- Der Staat, sein Wesen und seine Aufgaben. 1957.
- Gedanken zur Soziologie und Pädagogik (= Festschrift für Ludwig Neundörfer zum 65. Geburtstag). Landsberg: Beltz 1967.
- Von der Volksbildung zur Erwachsenenbildung (=Höchster Geschichtshefte 14/15). 1968.
- Einführung in die Soziologie der Erziehung, (= Handbuch des Willman-Instituts). Hrsg. von Klaus Kippert. Freiburg i. Br.: Herder 1970.
- (zus. mit Karola Brede): Soziologie für die Schule. Freiburg i. Br.: Herder 1974. ISBN 3-451-09008-2.